# Kamianna
Kamianna est une localité polonaise de la gmina de Łabowa, située dans le powiat de Nowy Sącz en voïvodie de Petite-Pologne.